# Clarence Swearengen
Clarence Swearengen ist ein ehemaliger US-amerikanischer Basketballspieler.

## Leben
Der 1,90 Meter große, aus Memphis stammende Aufbauspieler gehörte von 1985 bis 1987 zur Hochschulmannschaft des Connors State College und von 1987 bis 1989 der University of Tennessee. Bei Tennessee tat er sich als guter Passgeber (4,5 Korbvorlagen pro Spiel) hervor. Zudem erzielte er 9,9 Punkte je Begegnung.
Er spielte ab 1988 als Profi beim BSC Fürstenfeld in der österreichischen Bundesliga, danach bildete er bei den Swans Gmunden ein starkes US-Gespann mit Daryl Battles. In der Saison 1992/93 stand er beim deutschen Bundesligisten TTL Bamberg unter Vertrag und erzielte im Verlauf des Spieljahres als zweitbester Korbschütze der Franken 18,4 Punkte je Begegnung. Mit Bamberg trat er ebenfalls im Europapokal an.
Nach dem Ende seiner Laufbahn als Berufsbasketballspieler kehrte er an die University of Tennessee zurück und erlangte dort 1998 einen Hochschulabschluss im Fach Sportmanagement. Er übernahm im Basketballstab der University of Memphis Verwaltungsaufgaben, an der Melrose High School in Memphis war er von 2001 bis 2003 als Lehrer, Basketballtrainer sowie Leiter des Schulsports tätig. 2003 wurde er in der Basketballmannschaft der University of Tennessee Assistent für Verwaltungsdinge. Er blieb zwei Jahre im Amt und trat anschließend eine Stelle als Lehrer an.